# Второе правительство Блюма
Второе правительство Блюма — кабинет министров, правивший Францией с 13 марта по 8 апреля 1938 года, в период Третьей французской республики, в следующем составе:
- Леон Блюм — председатель Совета министров и министр казначейства;
- Эдуар Даладье — вице-председатель Совета министров и министр национальной обороны и войны;
- Жозеф Поль-Бонкур — министр иностранных дел;
- Марс Дормуай — министр внутренних дел;
- Шарль Спинасс — министр бюджета;
- Альбер Сероль — министр труда;
- Марк Рукар — министр юстиции;
- Сезар Кампинши — военно-морской министр;
- Ги Ла Шамбре — министр авиации;
- Жан Зей — министр национального образования;
- Альбер Ривье — министр пенсий;
- Жорж Монне — министр сельского хозяйства;
- Морис Моте — министр колоний;
- Жюль Мок — министр общественных работ;
- Фернан Гентен — министр здравоохранения;
- Жан-Батист Леба — министр почт, телеграфов и телефонов;
- Луи-Оскар Фроссар — министр пропаганды;
- Венсан Ориоль — министр координации служб председателя Совета министров;
- Пьер Кот — министр торговли;
- Поль Фор — Государственный министр;
- Теодор Стег — Государственный министр;
- Морис Виоллетт — Государственный министр;
- Альбер Сарро — Государственный министр, отвечающий за северо-африканские дела;
- Лео Лагранж — Заместитель государственного секретаря по досугу и спорту, т.е. министр спорта.